# Kitbuilders
Kitbuilders sind ein Electro-Duo aus Köln.

## Geschichte
Das Duo bestehend aus der Sängerin Ripley und dem Keyboarder Benway, der vorher u. a. bei den Bands Les Immer Essen und King Candy spielte. Die Kitbuilders gehörten zu den ersten Acts überhaupt, die New Wave und Electro mischten und Electroclash  machten. Ihre ersten Releases kamen auf Labels wie Electrecord, Breakin Records (dem Label des englischen Electro-Acts DMX Krew), Vertical und World Electric heraus. Außerdem veröffentlichten sie auf Television Records und Ersatz Audio, dem Label der Detroiter Band ADULT. und arbeiteten mit dem New Yorker Künstler Eric Parnes zusammen. Ihr Album Wake Up wurde weltweit veröffentlicht. Das Groove-Magazin bezeichnete das Album „...eine der zehn besten Platten dieses Jahres 2001...“
Zu ihren Veröffentlichungen zählen Compilationbeiträge auf Larry Tees Electroclash-Reihe (Larry Tee prägte den Begriff „Electroclash“. Die Kitbuilders spielten auf der Eröffnung seines Clubs in New York) und Dr Lectroluvs Electrocuted-Compilation.
Die Band spielte in Clubs und auf Festivals den USA, England, Schottland, der Türkei, Skandinavien (u. a. Roskilde-Festival), Spanien - u. a. Benicassim Festival im Jahr 2003, Sónar-Festival im Jahr 2000, Belgien, Holland (Eurosonic Festival 2001 in Groningen), Fusion Festival usw. In London spielten sie u. a. im legendären Club Fabric und steuerten einen Track zur Fabric 8-Compilation bei. Der Titel-Track des Wake Up-Albums wurde von Ralf Hildenbeutel für den Soundtrack des Loveparade-Films Be Angeled ausgewählt. Die Kitbuilders produzierten einige Remixe für andere Künstler, darunter der New Yorker Act Lectronix feat. Electro-Artist und Klaus Nomi-Produzent Man Parrish. Ihr aktuelles, z. T. von Bob Humid gemastertes Album You Trashed My Mind wird von Kompakt und PIAS vertrieben.

## Diskografie
- 2001: Wake Up, World Electric (Intergroove)
- 2003: The Sound of Warhammer 40,000 - Chapter I (Art of Perception)
- 2004: Wake Up (Kinetik Media)
- 2011: You Trashed My Mind (Vertical Records)
- 2019: Reality (Vertical Records)